# Habronestes rawlinsonae
Habronestes rawlinsonae là một loài nhện trong họ Zodariidae.
Loài này thuộc chi Habronestes. Habronestes rawlinsonae được Barbara C. Baehr miêu tả năm 2003.